# Alexander Freiherr von Wangenheim

Alexander Freiherr von Wangenheim

Alexander Freiherr von Wangenheim (* 31. Oktober 1872 in Wölfis bei Ohrdruf/Thüringen; † 1. März 1959 in Achenmühle/Oberbayern) war ein deutscher Politiker (NSDAP) aus der Familie von Wangenheim. Er gilt als Schöpfer der völkisch und nationalsozialistisch ausgerichteten Bauernschulen.

## Leben und Wirken
Wangenheim wurde als Sohn des Landwirtes Thilo von Wangenheim (1841–1908) und der Klothilde Schmidt (1849–1934), Tochter eines Oberförsters, geboren. Nach dem Besuch der Volksschule und des Gymnasiums Ernestinum in Gotha absolvierte er eine landwirtschaftliche Lehre. Später studierte Wangenheim Geschichte in Marburg und Berlin. Im Januar 1897 wurde er Berufsoffizier. Später war er erneut in der Landwirtschaft sowie als Hauptschriftleiter verschiedener Zeitungen tätig. Im Februar 1913 kam Wangenheim in die Presseabteilung im Preußischen Kriegsministerium. Nach dem Ende des Ersten Weltkrieges beteiligte Wangenheim sich an der Gründung der Brandenburgischen Bauernhochschule in Neuruppin, an der er bis zum Herbst 1927 tätig war. 1928 wurde von Wangenheim Leiter der Märkischen Bauernhochschule (Bauernhochschule Vereins Brandenburgischer Bauern und Bauernhochschüler). 1939 heiratete er in Berlin Frieda Rakowski, Tochter eines Berliner Bankbeamten.
Wangenheim war seit 1921 Herausgeber des Völkischen Beobachters 1922 trat er erstmals der NSDAP bei, dann nach Aufhebung des Verbots erneut 1928 (Mitgliedsnummer 77.217). In diesem Jahr wurde er zum SA-Führer in Brandenburg und der Ostmark befördert und zum Gau- und Reichsredner der NSDAP ernannt. Kurzzeitig war er 1927 in Funktion, aber nicht mit einem höheren Rang ausgestattet, SA-Gauführer der damals bestehenden NSDAP-Gaue Brandenburg und Ostmark (Ostbrandenburg). Hiervon trat er aber bald zurück und begründete dies indirekt mit der schlechten Zusammenarbeit mit dem SA-Oberführer Ost Walther Stennes. Dafür übernahm Wangenheim bald die Schriftleitung der Gauzeitung Märkischer Adler.
Bei der Reichstagswahl vom September 1930 wurde Wangenheim als Kandidat der NSDAP für den Wahlkreis 4 (Potsdam I) in den Reichstag gewählt, dem er in der Folge ohne Unterbrechung bis zum Ende der nationalsozialistischen Herrschaft im Mai 1945 angehörte. Anlässlich der Wahl vom März 1936 tauschte Wangenheim sein Mandat für den Wahlkreis 4 gegen ein Mandat für den Wahlkreis 2 (Berlin West) ein. Das wichtigste parlamentarische Ereignis, an dem Wangenheim sich während seiner Abgeordnetenzeit beteiligte, war die Verabschiedung des Ermächtigungsgesetzes im März 1933.
Ab 1933 leitete Wangenheim die Bauernschule Kurmark „Alexander Freiherr von Wangenheim“-Gransee. Von 1934 bis 1945 war von Wangenheim Leiter der Reichsbauernhochschule in Goslar. Daneben war er Mitglied des Reichsbauernrates und des Landesbauernrates Kurmark, des Verbandes Brandenburgischer Bauern und Bauernhochschüler sowie des Bundes Freier Deutscher Bauern. 1941 trug Wangenheim den Rang eines SA-Sturmbannführers (Major) und war zeitgleich Mitglied des Reichsbeirates für Ernährung und Landwirtschaft.
Freiherr von Wangenheim bekleidete Rang in der SA am Ende des Krieges war der eines SA-Standartenführers was dem Armeedienstrang Oberst entsprach. In den 1940er und in 1950er Jahren lebte Wangenheim mit seiner Frau in Oberbayern.

## Schriften
- Aus thüringer Vorzeit, Zeitz 1921.
- Das Ende Westroms, Köslin 1925.